# 1000 Forms of Fear
1000 Forms of Fear è il sesto album in studio della cantautrice australiana Sia, pubblicato l'8 luglio 2014 dalla Monkey Puzzle.
Anticipato a marzo dal singolo di successo mondiale Chandelier, l'album ha ottenuto generalmente un responso positivo da parte della critica specializzata.

## Realizzazione
1000 Forms of Fear è il primo album di Sia dopo We Are Born, pubblicato nel giugno del 2010. Dopo il grande successo di quest'ultimo, decide di abbandonare la carriera di cantante, per occuparsi esclusivamente della stesura di brani musicali, lavorando così come cantautrice. Tra il 2011 e il 2013 scrive vari brani come Wild Ones con Flo Rida, Titanium e She Wolf con il DJ francese David Guetta, Diamonds di Rihanna, Perfume di Britney Spears ed infine Standing on the Sun e Pretty Hurts con Beyoncé, ampliando la sua fama. Il 1º ottobre 2013 promuove il singolo Elastic Heart, contenuto nell'album The Hunger Games: Catching Fire Soundtrack e cominciò ad elaborare alcuni testi. Verso la fine del 2013 i rappresentanti della RCA Records, tra cui l'amministratore delegato del marchio Peter Edge, incontrano Sia, discutendo insieme di un eventuale progetto discografico. Sia stipulò il contratto, a condizione che non fosse costretta a tournée o apparizioni televisive per promuovere l'album.

## Singoli
Chandelier, primo estratto dall'album è stato pubblicato per il download digitale su iTunes il 17 marzo 2014. Venne successivamente accompagnato da un video musicale, pubblicato su Vevo il 6 maggio dello stesso anno, che vede come protagonista la giovane ballerina Maddie Ziegler danzare con una parrucca bionda. Il singolo è diventato un successo commerciale, piazzandosi all'ottava posizione della Billboard Hot 100, diventando il primo singolo di Furler ad apparire in classifica come artista principale. Chandelier ha anche raggiunto la top 5 delle classifiche di molti paesi, tra cui: le Fiandre e la Francia (in vetta), l'Australia e la Norvegia (alla numero due), Nuova Zelanda (all numero tre), Regno Unito (alla numero sei), e la Slovacchia (alla numero cinque). Il brano è stato certificato triplo disco di platino dalla Australian Recording Industry Association e oro da parte della Recorded Music NZ.
Il secondo estratto, Eye of the Needle, è stato pubblicato per il download digitale il 4 giugno, mentre Big Girls Cry è stato reso disponibile il 25 dello stesso mese come terzo estratto. Il quarto singolo estratto dall'album è stato Elastic Heart, uscito nel gennaio 2015 e promosso dal relativo videoclip uscito il 7 gennaio e che ha come protagonisti nuovamente la Ziegler e l'attore Shia LaBeouf. Il brano ha raggiunto la posizione numero 17 della Billboard Hot 100 e la top 10 di diversi paesi, tra cui Australia e Irlanda. Il 2 aprile 2015 è stato pubblicato un video musicale per Big Girls Cry. Fire Meet Gasoline è stato ufficialmente pubblicato come singolo in Germania il 19 giugno 2015.

## Tracce
1. Chandelier – 3:37 (Sia Furler, Jesse Shatkin)
2. Big Girls Cry – 3:32 (Sia Furler, Christopher Braide)
3. Burn the Pages – 3:16 (Sia Furler, Greg Kurstin)
4. Eye of the Needle – 4:10 (Sia Furler, Christopher Braide)
5. Hostage – 2:56 (Sia Furler, Nick Valensi)
6. Straight for the Knife – 3:32 (Sia Furler, Justin Parker)
7. Fair Game – 3:52 (Sia Furler, Greg Kurstin)
8. Elastic Heart – 4:18 (Sia Furler, Thomas Pentz, Andrew Swanson)
9. Free the Animal – 4:25 (Sia Furler, Greg Kurstin, Jasper Leak)
10. Fire Meet Gasoline – 4:02 (Sia Furler, Greg Kurstin, Samuel Dixon)
11. Cellophane – 4:26 (Sia Furler, Greg Kurstin)
12. Dressed in Black – 6:41 (Sia Furler, Greg Kurstin, Grant Michaels)

Tracce bonus nell'edizione europea
1. Chandelier (Piano Version) – 4:00 (Sia Furler, Jesse Shatkin)
2. Chandelier (Owlle Remix) – 4:18 (Sia Furler, Jesse Shatkin)
3. Chandelier (Four Tet Remix) – 4:31 (Sia Furler, Jesse Shatkin)

Tracce bonus nell'edizione giapponese
1. Chandelier (Piano Version) – 4:00 (Sia Furler, Jesse Shatkin)
2. Chandelier (Four Tet Remix) – 4:30 (Sia Furler, Jesse Shatkin)

CD bonus nell'edizione deluxe
1. Chandelier (Piano Version) – 4:00 (Sia Furler, Jesse Shatkin)
2. Elastic Heart (Piano Version) – 4:10 (Sia Furler, Thomas Pentz, Andrew Swanson)
3. Chandelier (Four Tet Remix) – 4:30 (Sia Furler, Jesse Shatkin)
4. Chandelier (Plastic Plates Remix) – 4:23 (Sia Furler, Jesse Shatkin)
5. Elastic Heart (Clams Casino Remix) – 5:19 (Sia Furler, Thomas Pentz, Andrew Swanson)
6. Elastic Heart (Blood Diamonds Remix) – 5:07 (Sia Furler, Thomas Pentz, Andrew Swanson)
7. Big Girls Cry (Odesza Remix) – 4:21 (Sia Furler, Christopher Braide)
8. Big Girls Cry (Bleachers Remix) – 4:04 (Sia Furler, Christopher Braide)

## Formazione
Musicisti
- Sia – voce
- Greg Kurstin – batteria, chitarra (eccetto traccia 7), mellotron (tracce 1, 2, 4, 6-10 e 12), pianoforte (eccetto tracce 5 e 12), basso (eccetto traccia 1), percussioni (tracce 2, 9), organo (tracce 2 e 5), tastiera (tracce 3 e 11), xilofono (tracce 7, 9, 10 e 12), celesta e chamberlin (traccia 12)
- Jesse Shatkin – batteria, tastiera e programmazione (traccia 1)
- Nick Valensi – chitarra (traccia 5)
- Diplo, Andrew Swanson – programmazione della batteria (traccia 8)

Produzione
- Sia – produzione esecutiva
- Greg Kurstin – produzione (eccetto traccia 8), ingegneria del suono, registrazione parti vocali (traccia 2), missaggio (tracce 3, 6, 7 e 11), co-produzione (traccia 8)
- Jesse Shatkin – produzione (traccia 1), ingegneria del suono
- Christopher Braide – produzione e registrazioni parti vocali (traccia 2)
- Diplo – produttore e ingegneria del suono (traccia 8)
- Andrew Swanson – ingegneria del suono (traccia 8)
- Alex Pasco – ingegneria del suono aggiuntiva (traccia 8)
- Rob Kleiner – registrazione parti vocali (traccia 8)
- Manny Marroquin – missaggio
- Chris Galland, Delbert Bowers – assistenza missaggio
- Emily Lazar – mastering

## Successo commerciale
Negli Stati Uniti d'America 1000 Forms of Fear ha debuttato alla prima posizione della Billboard 200 con una vendita di 52 000 copie nella prima settimana. In questo modo, è diventata la cifra di vendita più bassa per un album in vetta alla classifica da quasi due anni. Fino ad ottobre 2015, l'album ha venduto 500 000 copie nel paese, venendo pertanto certificato disco d'oro dalla RIAA. Il disco ha raggiunto la prima posizione anche in Canada, venendo certificato disco d'oro dalla Music Canada. Canada
(vendite: 40 000+)

In Australia l'album ha debuttato alla prima posizione dell'ARIA Charts e rimase in classifica per 20 settimane. Nel mese di aprile 2015, l'album è stato certificato platino dalla ARIA per aver venduto 70 000 copie nel paese. L'album ha inoltre raggiunto la top 5 delle classifiche di vari Paesi mondiali, tra cui la Norvegia, Nuova Zelanda, Svezia, Svizzera e in Danimarca. Nel Regno Unito, l'album ha raggiunto la quinta posizione ed è stato certificato oro da parte della British Phonographic Industry, vendendo oltre 300 000 copie.

## Classifiche

### Classifiche settimanali
| Classifica (2014) | Posizione massima |
| ----------------- | ----------------- |
| Australia         | 1                 |
| Austria           | 19                |
| Belgio (Fiandre)  | 34                |
| Belgio (Vallonia) | 9                 |
| Canada            | 1                 |
| Danimarca         | 5                 |
| Finlandia         | 9                 |
| Francia           | 8                 |
| Germania          | 30                |
| Giappone          | 55                |
| Italia            | 33                |
| Messico           | 48                |
| Norvegia          | 2                 |
| Nuova Zelanda     | 4                 |
| Paesi Bassi       | 22                |
| Polonia           | 7                 |
| Regno Unito       | 5                 |
| Spagna            | 30                |
| Stati Uniti       | 1                 |
| Svezia            | 4                 |
| Svizzera          | 4                 |

### Classifiche di fine anno
| Classifica (2014) | Posizione |
| ----------------- | --------- |
| Australia         | 34        |
| Belgio (Vallonia) | 82        |
| Stati Uniti       | 131       |
| Svezia            | 69        |
| Svizzera          | 75        |
| Classifica (2015) | Posizione |
| Australia         | 14        |
| Belgio (Vallonia) | 50        |
| Stati Uniti       | 40        |